# Ясенська коса
46°23′10″ пн. ш. 38°26′15″ сх. д. / 46.38611° пн. ш. 38.43750° сх. д.

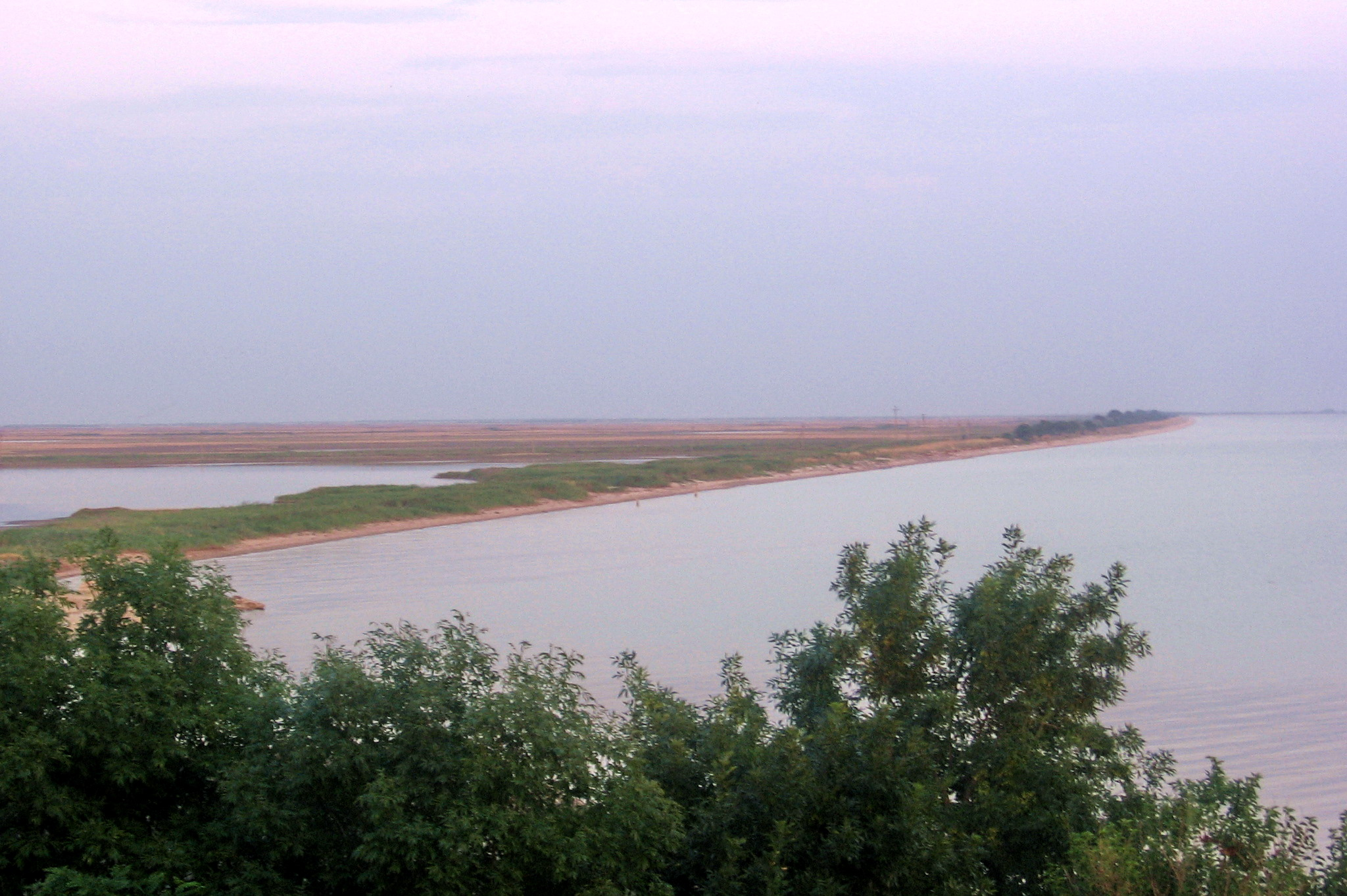
Ясенська коса

Ясенська коса розташована між Ясенською затокою і Бейсузьким лиманом.
Утворилась в результаті нагонів західних і південно-західних вітрів. При цьому переміщується велика кількість черепашнику і піску, які, відкладаючись, сприяють зростанню коси у північному напрямку.
- Довжина 14 км,
- Найбільша ширина у північній частині — 2,5 км.